# Fortress Mountain
Fortress Mountain – góra w USA, w stanie Waszyngton, położona 14,5 km na północny wschód od Glacier Peak. Wierzchołek leży na granicy hrabstw  Snohomish i Chelan.
Szczyt Fortress Mountain leży na terenie Glacier Peak Wilderness. Jest jednym z wyższych szczytów w tym parku, a najbliższą wyższą górą jest Seven Fingered Jack, odległy o 9 km na wschód.